# Koulés
Koulés (Grieks: Κούλες, Italiaans: Castello a Mare) is een fort uit de 16e eeuw dat door de Venetianen is gebouwd op een ontsluiting voor de ingang van de haven van Iraklion. Het is ook bekend als Rocca a Mare (rots van de zee), Castello a Mare (kasteel van de zee), of Su Kulesi (watertoren). Het is een opvallend goed bewaard gebleven voorbeeld van de Venitiaanse militaire architectuur.

## Geschiedenis

### Venitiaanse periode
Het fort werd door de Venetianen tussen 1523 en 1540 gebouwd in de plaats van een tot ruïne vervallen toren. Na de sloop werd begonnen met de basis van het fort. Om deze op de ontsluiting te bouwen, vulden de Venetianen oude schepen met stenen uit Dia en de baai van Fraskia en brachten ze tot zinken. In 1533 werd een groot wit reliëf met de leeuw van Sint Marcus boven de ingang van het fort geplaatst. Er zijn in totaal drie reliëfs aangebracht in de gevels van Koulés. Het fort werd voltooid in 1540 en onderging vervolgens herhaalde reparaties als gevolg van slijtage door de golven. Ook werd de geteisterde noordwestkant versterkt met nieuwe keien en beschermende dijken.

### Ottomaanse periode
Tijdens de Ottomaanse periode werd er een moskee en een kleine vuurtoren op gebouwd. Het werd ingericht als gevangenis en vrijheidsstrijders waaronder ook Daskalogiannis werden hier gevangen gehouden.

### Huidig
Aan het begin van de 20e eeuw werden er gebouwen gebouwd op het dak van Koulés ten dienste van de vuurtorenwachter en zeeverkenners. Ook werden ongeveer 1920 elektriciteitspalen en een kraan toegevoegd. Door de uitbreiding van de pier verbeterde de stabiliteit van het fort. Bij een bombardement tijdens de Tweede Wereldoorlog werd de kraan vernietigd.
De eerste restauratiewerken van het fort begonnen in 1959 en werden uitgevoerd onder toezicht van Stylianos Alexios. Ze omvatten de vervanging van afbrokkelende Ottomaanse wallen door nieuwe en het verwijderen van moderne toevoegingen. In de periode tussen 1972 en 1975 vonden intensievere werkzaamheden plaats met als doel het fort om te vormen tot een te bezoeken monument, met werkzaamheden aan het dak, zoals de aanleg van kanonpoorten, een omlopende verhoogde gang en borstweringen op de dakramen en configuratie van de binnenruimtes.

## Beschrijving
Het fort heeft twee verdiepingen en beslaat ongeveer 3.600 m². De begane grond is ingedeeld in 26 vertrekken die voornamelijk werden gebruikt als voedsel- en munitieopslag, maar ook als gevangeniscel. Ook was er een grote watertank. Het plafond op de begane grond is gewelfd en heeft grote openingen voor verlichting en ventilatie. Op de verdieping waren kamers voor de officieren samen met een bakkerij, een molen, een kerkje en een vuurtoren.
Vanaf de westelijke ingang begint een licht dalende gang van 10,5 meter lang en 3 meter breed, die drie deuren had voor zijn verdediging. De gang wordt dan breder, met een breedte van 7 meter, die zich vervolgens vertakt in twee gangen. De ene gang loopt naar het noorden, naar de smalle kant van het gebouw, waar een hulpdeur was, en de andere naar het oosten, waar de halfronde uitkijk zich bevindt. De vloer van de begane grond heeft een lichte helling, waarbij de westzijde lager is dan de oostzijde. De begane grond ligt 1,36 bij 1,74 meter boven zeeniveau.
Onder het fort loopt een geheime gang, die gebruikt werd om in te vluchten en bij de uitgang de vijand te verrassen.
Het fort is het toegankelijk voor publiek. Ook wordt het gebruikt voor culturele evenementen.

## Fotogalerij

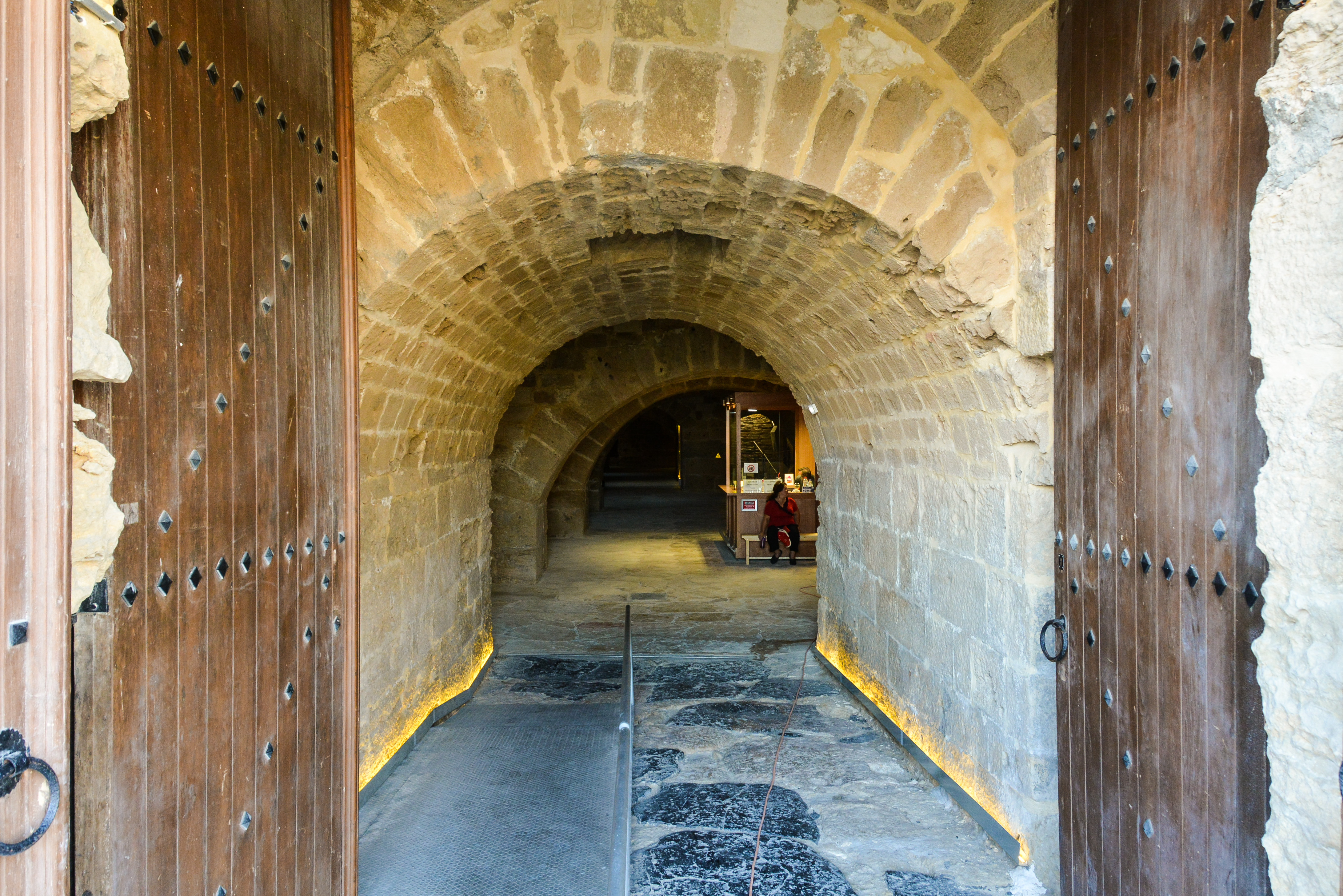
De hoofdingang.
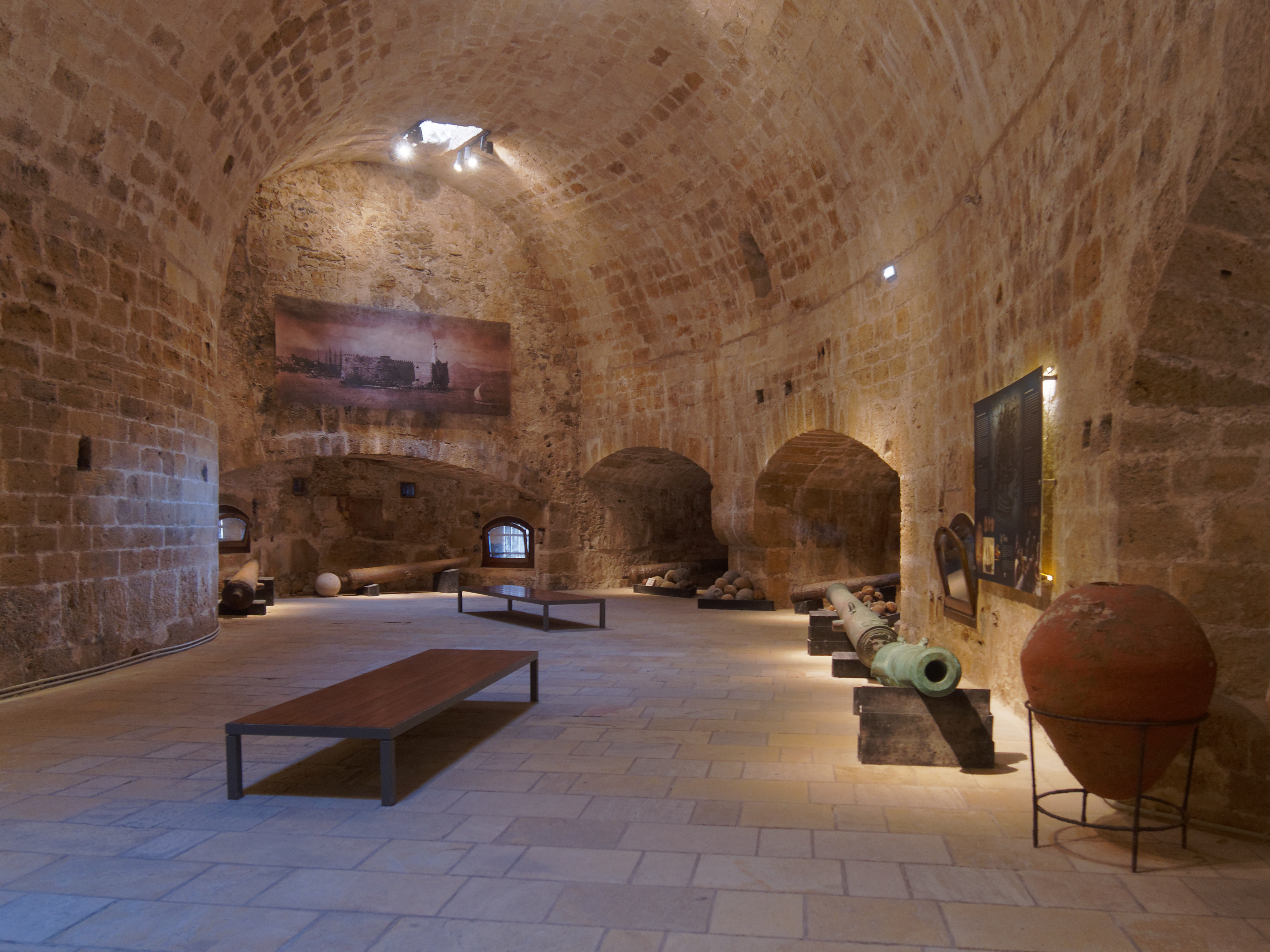
Binnenzaal.
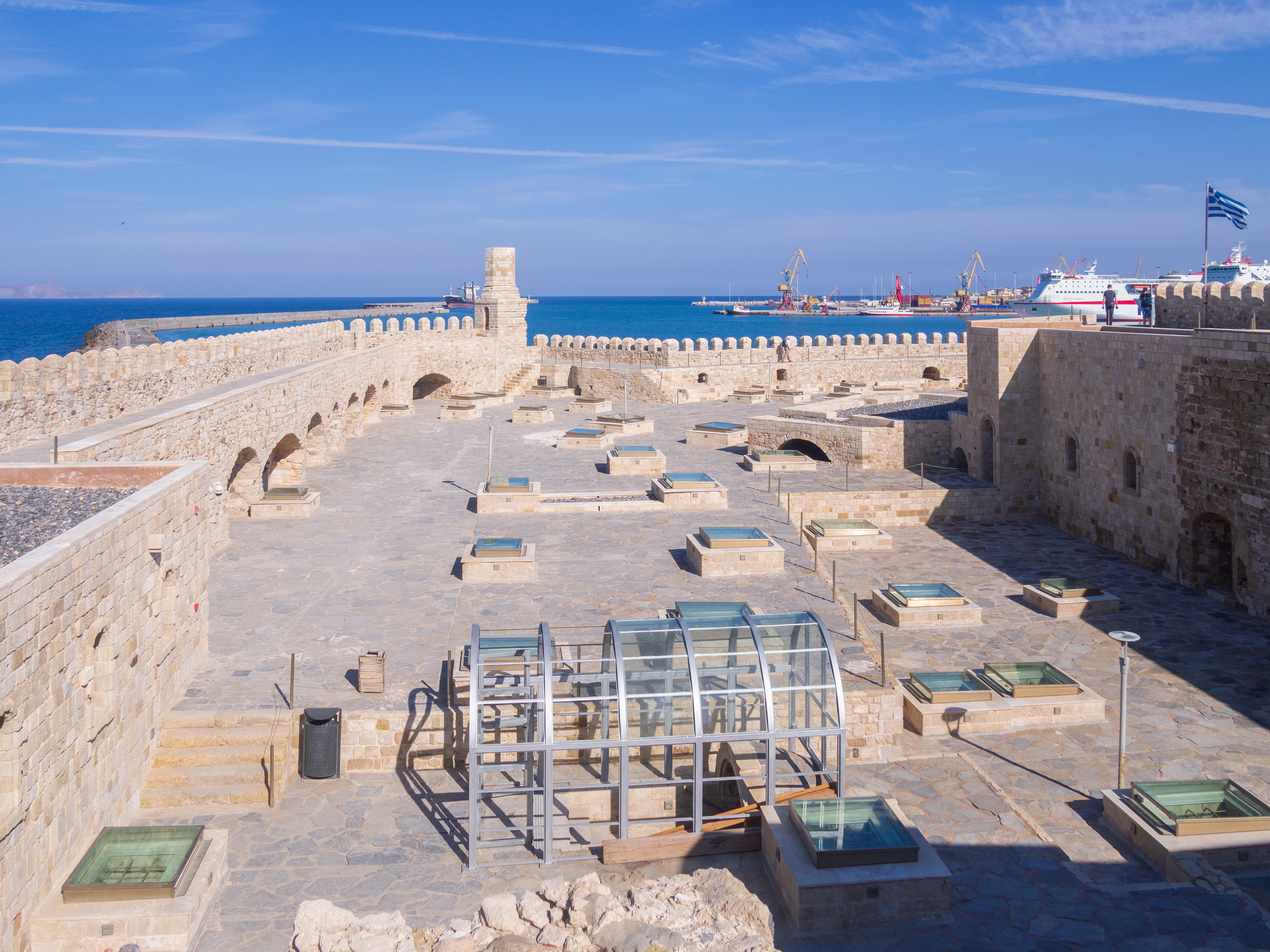
Het dak.
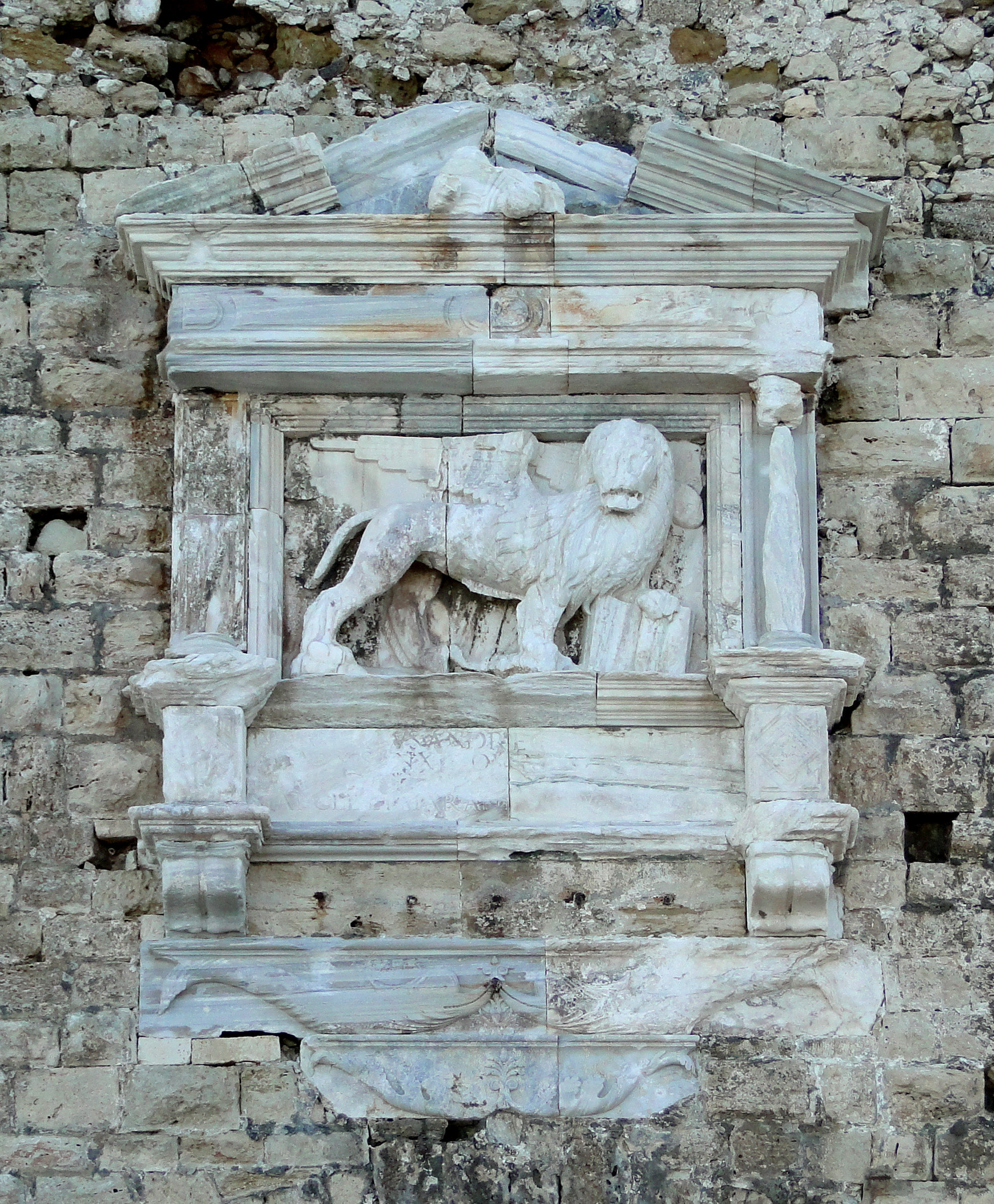
leeuw van Sint Marcus
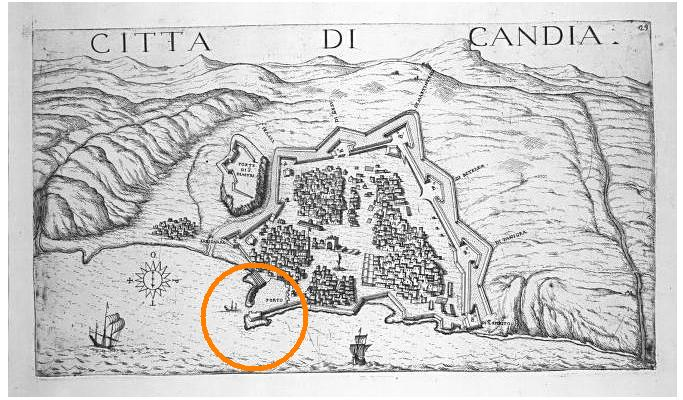
Koulés (omcirkeld) op een kaart uit 1651